# У зимовій тіні
«У зимовій тіні» (англ. In Winter's Shadow) — фентезійний роман американської письменниці Джилліан Бредшоу, опублікований у липні 1982 року. У ньому розповідається про падіння короля Артура, яку розповіла його дружина Гвінхвіфар.

## Сюжет
Після вбивства чорної відьми Моргауз її власним сином Агравейном (як розповідається в «Королівстві літа»), її молодший син Медрот вирушає в Камлан, оплот свого ворога Артура. Оскільки він дядько Медрота, Артур не має причини відсилати його. Опинившись там, Медрот починає створювати вірну тільки йому фракцію серед воїнів королівського загону.
Ще один новачок — Гвінн, молодий позашлюбний син настоятельки Елідан. Він йде працювати до Гвенвіфара. Гвалчмай, найкращий кавалерійський боєць Артура (й інший брат Медрота), цікавиться хлопчиком і допомагає йому тренуватися, щоб стати воїном.
Медроту вдається посіяти інакомислення й недовіру в загоні; нарешті, відбувається поєдинок між одним із його людей та Бедвіром, найціннішим радником Артура. Хоча Гвінвіфару вдається досягти примирення, ситуація продовжує гіршати. У розпачі вона намагається отруїти Медрота на бенкеті, але він знає про її план і викриває його на зборах. Щоб дискредитувати його, Артур бере отруєну медовуху і вдає, що п’є її. Однак безчесний сюжет вбиває клин між ним і Гвінвіфар. Здається, що з невдалої спроби вийшло принаймні одна хороша річ — у Артура є привід вигнати Медрота, відправивши його назад на батьківщину, де править Агравейн. Згодом вони отримують звістку, що Агравейн помер, а Медрот став королем.
Коли її чоловік звернувся проти неї, Гвенвіфар звертається до Бедвіра за розрадою. Не встигаючи обдумати свої вчинки, вони стають коханцями.
Тим часом Гвінн отримує новини з дому. Його мати померла. На смертному одрі вона написала листа Гвалчмаю, в якому пробачила йому за те, що він спокусив її та вбив її брата, коли той повстав проти Артура. Вона також розкриває, що Гвінн — їх син. Гвальчмай дуже зрадів і швидко визнаэ хлопця. Артур зацікавився, коли зрозумів, що Гвінн має хороші права на успадкування його трону. Окрім цього, ненависть до Артура з боку могутнього клану матері Гвінн була б послаблена. 
Наступного року Медрот приїжджає в гості. Як король, він більше не обмежений вигнанням, накладеним на нього. Під час його перебування королівство Медрта повстає проти панування терору короля, залишаючи Медрота в Камланні, знову вільним, щоб підірвати свого великого ворога. Незабаром загін Артура знову розколюється на дві частини. Власним ударом Медрот влаштовує розкриття перелюбу Бедвіра і Гвінвіфар на очах свідків з обох фракцій. Хоча традиційним покаранням є смерть, натомість Артур висилає їх, Бедвіра — на батьківщину в Малу Британію, Гвінвіфар повертається до свого клану, не підозрюючи, що лідер клану ненавидить її.
Гвінвіфар супроводжує група воїнів, серед яуих Медрот і Гвінн. Партію перехоплюють Бедвір та його люди, розпочинається бійка. Гвенвіфар посилає Гвінн, щоб спробувати зупинити конфлікт, але в замішанні Бедвір помилково вбиває його. Потім він бере Гвенвіфар з собою на батьківщину.
Коли Гвальчмаю повідомляють про смерть сина, він вимагає від Артура справедливості. Максен, король Малої Британії і не друг Артура, відмовляється повернути Бедвір і Гвінвіфар. Максен розуміє, що Артур тепер повинен битися, тому переконує Бедвіра стати його військовим командиром. У війні Артур не в змозі виграти вирішальну битву; Бедвір занадто добре знає, як він бореться. В одній із битв Бедвір нападає на Гвалчмая, частково сподіваючись бути вбитим, але замість цього завдає своєму колишньому другу серйозну рану в голову. Гвінвіфар, яка болісно сприймає навколишні події, потайки тікає й повертається до Артура.
Він відправляє її до Камланна, для її ж безпеки. Але коли Гвінвіфар прибуває, її захоплює Медрот. Він убив або ув’язнив людей, яких Артур залишив спостерігати за ним, і тепер контролює фортецю. Гвенвіфар втікає й починає збирати людей та припаси для повернення Артура. Коли її чоловік почув про повстання Медрота, то поспішає назад зі своїм військом. Але Медрот об’єднався з королем Мелґуном, і сили противників стали майже рівні.
Гвалчмея Артур відправляє до Гвінвіфара, щоб влаштувати засідку для армії Медрота. Невдовзі після цього помирає від рани, яку завдав Бедвір; після того, як син помер, він знехтував травмою, втративши волю до життя.
Засідка вдалася лише частково, і битва при Камланні йде не так, як сподівався Артур, але він перемагає. Однак більша частина його бойового загону вбита. Артур особисто очолює останню атаку кавалерії, яка розбиває заколотників, але потім його більше не видно.
Після цього Медрота помилково привозять разом з рештою поранених; Гвінвіфар впізнає його, вони нетривалий період часу розмовляють, перш ніж він помирає. Коли проходять дні без звісток про Артура, Гвінвіфар нарешті зізнається собі, що він помер. Вона стає черницею в північному абатстві, яким керує подруга.
З плином років вона стає головою абатства. У той час як вона впадає у відчай у знищенні всього, що вони з Артуром намагалися побудувати, вона знаходить трохи розради з малоймовірного джерела. У той час як цивілізація та грамотність серед бретонців спадають, прибувають ченці з Ірландії і будують монастир на маленькому острові під назвою Йона, які працюють над накопиченням і збереженням знань.